# Colônia de Santo Ângelo

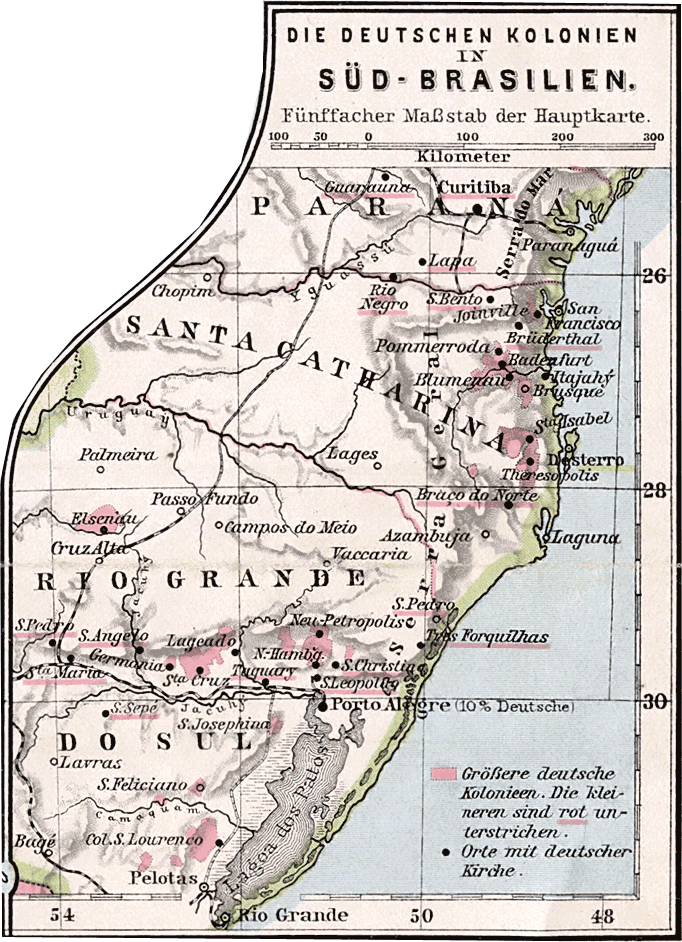
S(anto) Ângelo auf einer Karte der deutschen Kolonien in Brasilien aus dem Jahre 1905

Die Colônia de Santo Ângelo, auch Colônia Santo Ângelo, war eine Siedlung deutscher Migranten auf dem Gebiet der brasilianischen Stadt Cachoeira do Sul der damaligen Provinz São Pedro do Rio Grande do Sul (heute Bundesstaat Rio Grande do Sul). Durch kommunale Gebietsaufteilungen befindet sich die Ortslage der Kolonie heute zum größten Teil auf dem Gebiet der Stadt Agudo.
Von der Provinzverwaltung im Jahre 1855 gegründet, wurde die Einrichtung nach dem Provinzgouverneur Ângelo Muniz da Silva Ferraz benannt. Die ersten deutschen Einwanderer erreichten die Gegend am 1. November 1857, als sie am linken Ufer des Flusses Rio Jacuí in Cerro Chato anlandeten. Diese überwiegend aus Pommern stammenden Siedler erhielten im Durchschnitt 48 Hektar Land zur landwirtschaftlichen Nutzung.
Erster Direktor der Colônia war von Oktober bis Dezember 1857 Florian von Zurowski. Diesem folgte Karl Hermann Johann Adam Woldemar, Baron von Kahlden, eine für die Geschichte der Kolonie Santo Ângelo viel wichtigere Persönlichkeit.
Ab 1865 wurde die Colônia Teil des 1. Distriktes von Cachoeira do Sul und erstreckte sich am linken Ufer des Rio Jacuí bis zum rechten Ufer des Rio Botucaraí, der die Grenze zur Colônia Germânia (der heutigen Gemeinde Candelária) bildete. Der Hauptsitz der damaligen Kolonie befand sich auf dem Gebiet der heutigen Stadt Agudo, während andere Teile der Kolonie den Grundstein für heutige Gemeinden wie Paraíso do Sul 29° 43′ 48″ S, 53° 10′ 42″ W legten oder zu Teilen von Siedlungen wie Dona Francisca und Nova Palma (Gemeinde Caemborá) wurden. Auf der Suche nach immer besseren und größeren Flächen dehnten die Siedler ihre Präsenz räumlich immer weiter aus, so dass auch Siedlungen wie Restinga Seca, Cerro Branco und Novo Cabrais von ihrem Einfluss erfasst wurden.
Aus Gründen der Steuererhebung teilte die Stadtverwaltung von Cachoeira do Sul am 4. September 1885 das Gemeindegebiet in sechs große Distrikte auf, wovon drei auf die Colônia de Santo Ângelo entfielen. Dadurch konnte die Kolonie sich nicht zu einer großen Kommune entwickeln, so wie sich etwa die Colônia Santa Cruz aus dem Ort Rio Pardo zu Santa Cruz do Sul entwickeln konnte.

## Bedeutende Kolonisten
- Florian von Zurowski (Floriano Zurowski), Galizier, Erster Direktor
- Karl Hermann von Kahlden (1831–1910), Preuße, Zweiter Direktor
- Johann Heinrich Kaspar Gerdau (João Gerdau) (1849–1917), Preuße, Handelsmann und Unternehmensgründer